# Evynnis tumifrons
Evynnis tumifrons är en fiskart som först beskrevs av Temminck och Schlegel, 1843.  Evynnis tumifrons ingår i släktet Evynnis och familjen havsrudefiskar. Inga underarter finns listade i Catalogue of Life.